# Jaar 24 Groep
Jaar 24 Groep (24年組, Nijūyo-nen Gumi) is een label dat zowel critici als fans geven aan een groep vrouwelijke mangaka die in de jaren 1970 grote vernieuwingen brachten in de shojomanga (manga voor meisjes). Hun werken handelen over radicale en filosofische onderwerpen waaronder gender en seksualiteit. Veel van hun werken worden vandaag aanschouwd als de grote klassiekers van de shojomanga. De naam Jaar 24 Groep (24年組, Nijūyo-nen Gumi) komt voort uit het feit dat de mangaka die tot deze groep behoren doorgaans geboren zijn rond het jaar 24 van de Showaperiode (1949). In het Engels worden ze ook de Magnificent Forty-Niners genoemd.

## Leden
De exacte leden variëren van bron tot bron. De mangaka die het meeste voorkomen in ledenlijsten zijn Hagio Moto, Yumiko Oshima en Keiko Takemiya. Andere veelgenoemde leden zijn Toshie Kihara, Ryoko Yamagishi, Minori Kimura, Yasuko Aoike, Riyoko Ikeda, Nanae Sasaya en Mineko Yamada.

## Vernieuwingen
De Jaar 24 Groep heeft veel bijgedragen aan de ontwikkeling van het shojo genre en diens subgenres sciencefiction, romantiek, historische fictie en avontuur. Vaak gebruiken ze de conventies van de bildungsroman in hun werk. Op stilistisch vlak creëerden de leden van de Jaar 24 Groep nieuwe conventies qua kaderschikking. De typische rijen aan rechthoeken die het toenmalige Japanse stripverhaal typeerden, werden vervangen door paneelschikkingen die emoties weergaven door de kaders ervan te verzachten of zelfs volledig weg te laten.
Hagio Moto en Keiko Takemiya deelden van 1970 tot 1973 een appartement te Nerima. Hun situatie was gelijkaardig aan die van Osamu Tezuka in diens Tokiwa-so periode. Takemiya's vriendin Norie Masuyama woonde in de buurt. Zij was zelf geen mangaka, maar introduceerde Takemiya tot het magazine Barazoku. Dit was het eerste Japanse commerciële magazine gericht op mannelijke homoseksualiteit. Het magazine inspireerde Takemiya en Hagio om shonen-ai manga te tekenen. Zij waren op deze manier de grondleggers van het genre.
Comiket, de grootste stripverhalenbeurs ter wereld, werd opgericht door de dojinshicirkel Meikyu (迷宮). Deze groep was oorspronkelijk opgericht ter studie van verscheidene mangaka, waaronder Hagio Moto.